# Atividade solar e clima

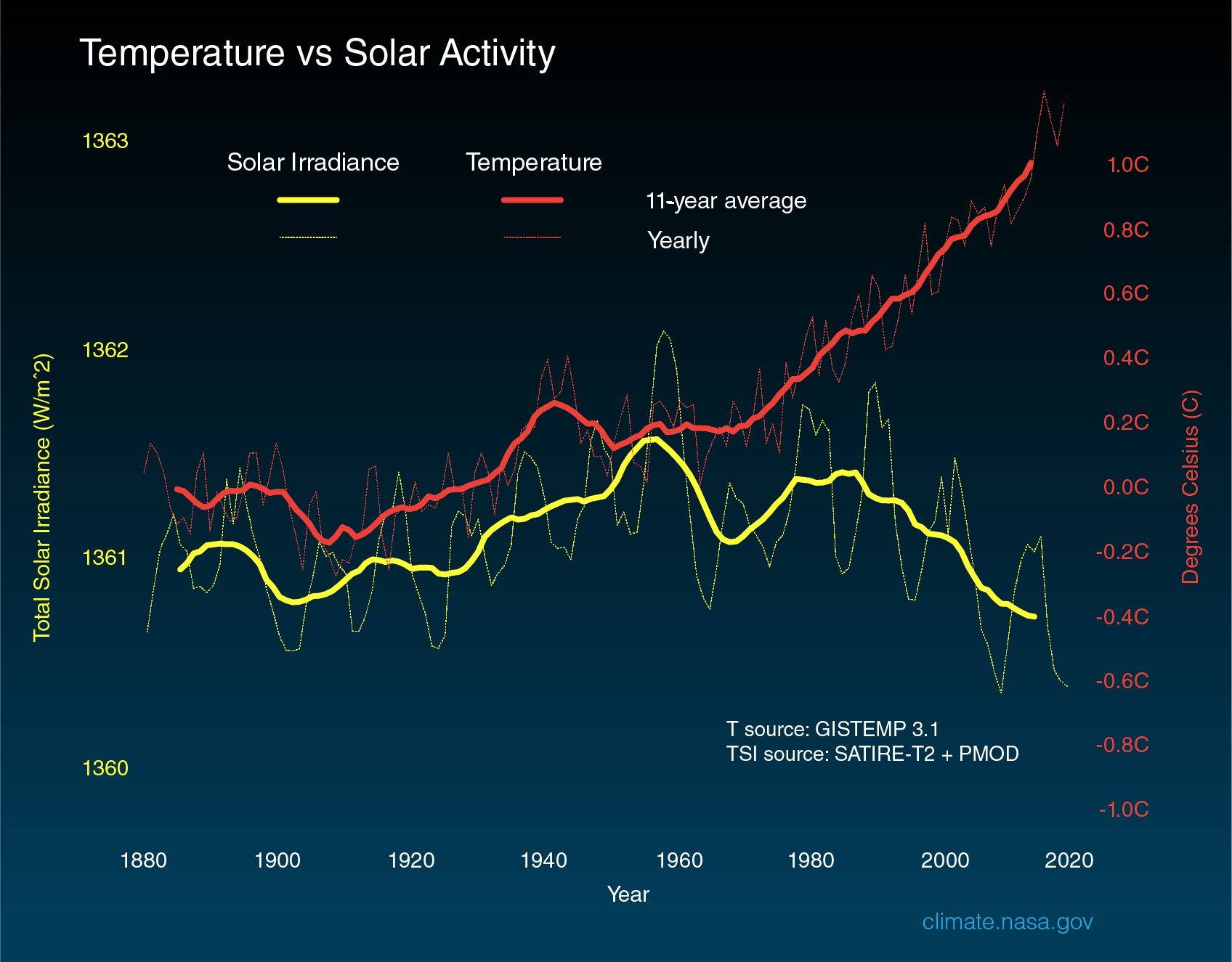
rradiação solar (amarelo) plotada com a temperatura (vermelho) desde 1880.

Os padrões de irradiação solar e variação solar têm sido os principais impulsionadores das mudanças climáticas ao longo de milhões a bilhões de anos na escala de tempo geológico.
Evidências de que isso ocorre provêm de análises em várias escalas temporais e de múltiplas fontes, incluindo: observações diretas; compilações de diferentes observações por proxy; e modelos climáticos numéricos. Em escalas milenares, indicadores paleoclimáticos foram comparados com abundâncias de isótopos cosmogênicos, que servem como proxy para a atividade solar. Esses também foram usados em escalas seculares, mas, além disso, dados instrumentais estão cada vez mais disponíveis (principalmente observações telescópicas de manchas solares e medições termométricas da temperatura do ar) e mostram que, por exemplo, as flutuações de temperatura não correspondem às variações da atividade solar e que a associação comumente invocada da pequena idade do gelo com o mínimo de Maunder é excessivamente simplista, já que, embora as variações solares possam ter desempenhado um papel menor, um fator muito mais significativo é conhecido por ser o vulcanismo da pequena idade do gelo [en]. Nas últimas décadas, observações de precisão, sensibilidade e alcance sem precedentes (tanto da atividade solar quanto do clima terrestre) tornaram-se disponíveis a partir de espaçonaves e mostram inequivocamente que o aquecimento global recente não é causado por mudanças no Sol.

## Tempo geológico
A Terra formou-se há cerca de 4,54 bilhões de anos por acreção a partir da nebulosa solar. A liberação de gases vulcânicos provavelmente criou a atmosfera primordial, que continha quase nenhum oxigênio e teria sido tóxica para humanos e a maioria das formas de vida modernas. Grande parte da Terra estava fundida devido a colisões frequentes com outros corpos, o que levou a um vulcanismo extremo. Com o tempo, o planeta esfriou e formou uma crosta sólida, eventualmente permitindo a existência de água líquida na superfície.
Há três a quatro bilhões de anos, o Sol emitia apenas 70% de sua potência atual. Com a composição atmosférica atual, essa luminosidade solar passada teria sido insuficiente para evitar o congelamento uniforme da água. No entanto, há evidências de que a água líquida já estava presente nos éons Hadeano e Arqueano, levando ao que é conhecido como o paradoxo do Sol jovem e fraco. Soluções hipotéticas para esse paradoxo incluem uma atmosfera muito diferente, com concentrações muito mais altas de gases de efeito estufa do que existem atualmente.
Nos aproximadamente 4 bilhões de anos seguintes, a produção de energia do Sol aumentou e a composição da atmosfera terrestre mudou. O Grande Evento de Oxigenação, há cerca de 2,4 bilhões de anos, foi a alteração mais notável da atmosfera. Nos próximos cinco bilhões de anos, a morte final do Sol, ao se tornar uma gigante vermelha muito brilhante e, em seguida, uma anã branca muito fraca, terá efeitos dramáticos no clima, com a fase de gigante vermelho provavelmente já encerrando qualquer vida na Terra.

## Medição
Desde 1978, a irradiação solar tem sido medida diretamente por satélites com alta precisão.:6 Essas medições indicam que a irradiação solar total do Sol flutua em ±0,1% ao longo dos cerca de 11 anos do ciclo solar, mas que seu valor médio permaneceu estável desde o início das medições em 1978. A irradiação solar antes dos anos 1970 é estimada usando variáveis proxy [en], como anéis de árvores, o número de manchas solares e as abundâncias de isótopos cosmogênicos [en], como o 10Be, todos calibrados com as medições diretas pós-1978.

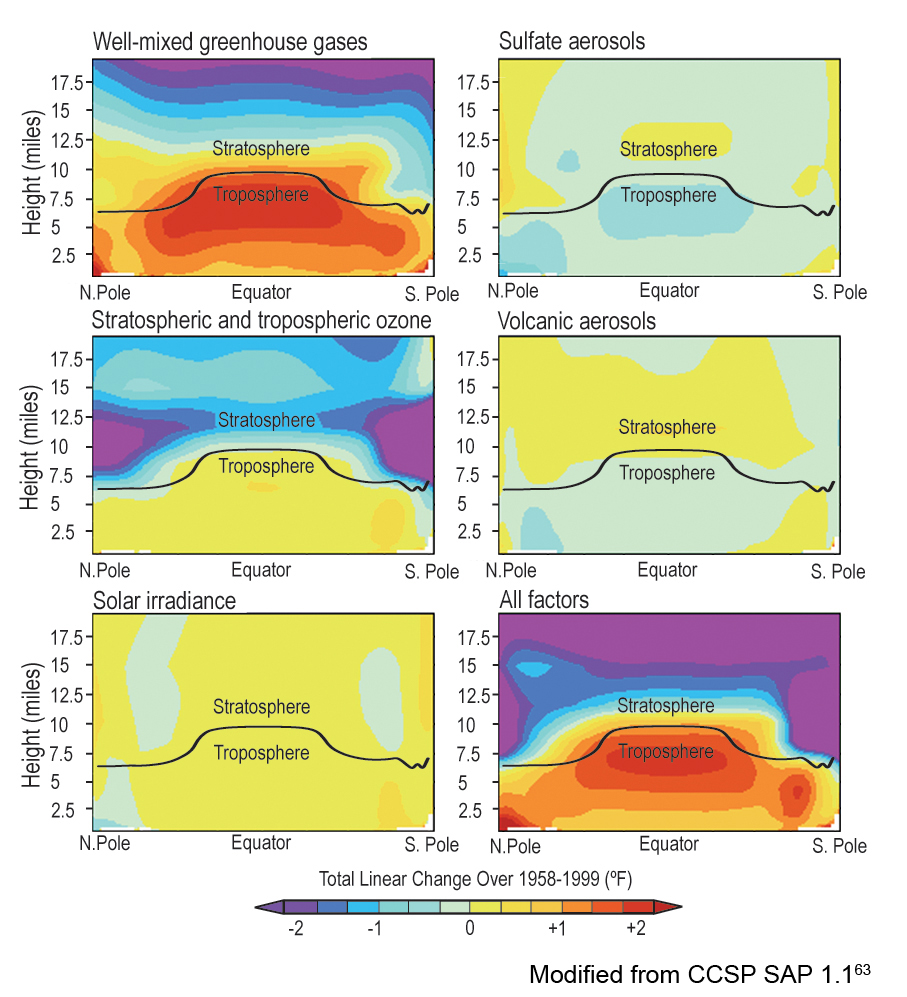
Simulação modelada do efeito de vários fatores (incluindo gases de efeito estufa, irradiação solar) individualmente e em combinação, mostrando, em particular, que a atividade solar produz um aquecimento pequeno e quase uniforme, diferente do que é observado.

A atividade solar tem apresentado uma tendência de declínio desde a década de 1960, conforme indicado pelos ciclos solares 19–24, nos quais o número máximo de manchas solares foi 201, 111, 165, 159, 121 e 82, respectivamente. Nas três décadas seguintes a 1978, a combinação de atividade solar e atividade vulcânica é estimada como tendo tido uma leve influência de resfriamento. Um estudo de 2010 descobriu que a composição da radiação solar pode ter mudado ligeiramente, com um aumento da radiação ultravioleta e uma diminuição em outros comprimentos de onda.

## Era moderna
Na era moderna, o Sol operou dentro de uma faixa suficientemente estreita, de modo que o clima foi pouco afetado. Modelos indicam que a combinação de variações solares e atividade vulcânica pode explicar períodos de calor e frio relativos entre 1000 e 1900 d.C.

### O Holoceno
Numerosas reconstruções paleoambientais buscaram relações entre variabilidade solar e clima. O paleoclima ártico, em particular, vinculou variações da irradiação solar total à variabilidade climática. Um artigo de 2001 identificou um ciclo solar de aproximadamente 1500 anos que foi uma influência significativa no clima do Atlântico Norte ao longo do Holoceno.

### Pequena Idade do Gelo
Uma correlação histórica de longo prazo entre atividade solar e mudanças climáticas é o mínimo de Maunder, de 1645 a 1715, um período de pouca ou nenhuma atividade de manchas solares que coincidiu parcialmente com a "Pequena Idade do Gelo", durante a qual o clima frio prevaleceu na Europa. A pequena idade do gelo abrangeu aproximadamente os séculos XVI a XIX. Há debates sobre se a baixa atividade solar ou outros fatores causaram o resfriamento.
O mínimo de Spörer [en], entre 1460 e 1550, correspondeu a um período significativo de resfriamento.
Um artigo de 2012, por outro lado, associou a Pequena Idade do Gelo ao vulcanismo, por meio de um "episódio incomum de 50 anos com quatro grandes erupções explosivas ricas em enxofre", e afirmou que "grandes mudanças na irradiação solar não são necessárias" para explicar o fenômeno.
Um artigo de 2010 sugeriu que um novo período de 90 anos de baixa atividade solar reduziria as temperaturas médias globais em cerca de 0,3 °C, o que seria insuficiente para compensar o aumento do forçamento por gases de efeito estufa.

### Era dos combustíveis fósseis

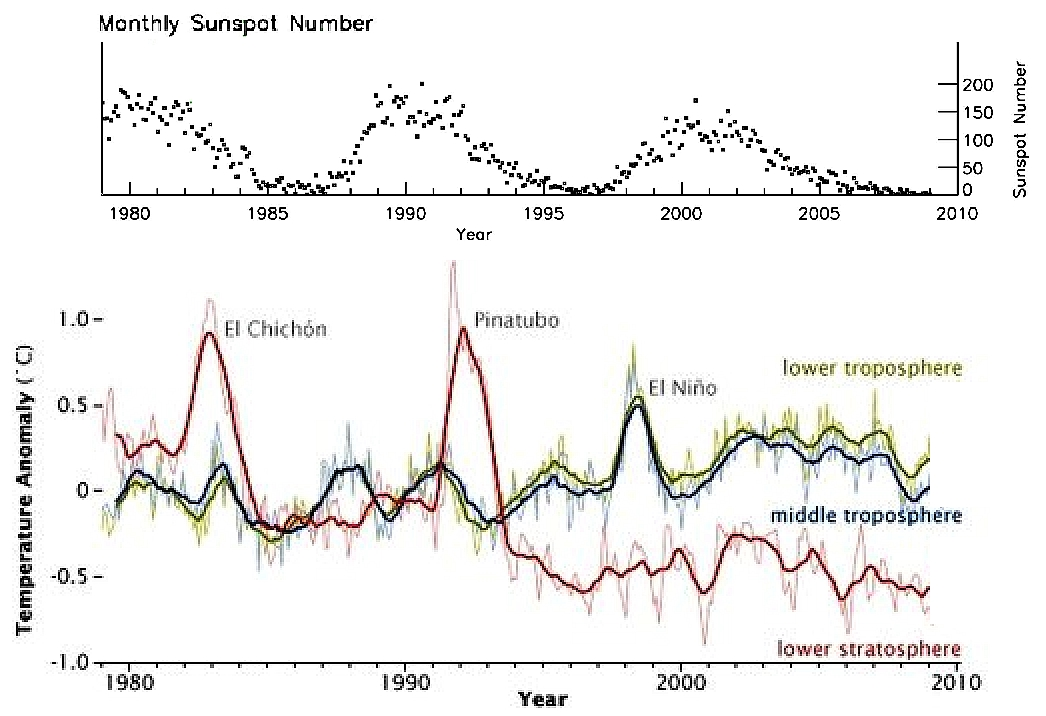
1979-2009: Nas últimas três décadas, a temperatura terrestre não se correlacionou com as tendências das manchas solares. O gráfico superior é de manchas solares, enquanto o gráfico inferior é a tendência da temperatura atmosférica global. El Chichón e Pinatubo foram vulcões, enquanto o El Niño faz parte da variabilidade oceânica. O efeito das emissões de gases de efeito estufa está no topo dessas flutuações. Vários fatores afetaram a mudança climática terrestre, incluindo a variabilidade climática natural e as influências humanas, como as emissões de gases de efeito estufa e a mudança no uso da terra, além de quaisquer efeitos da variabilidade solar.

A ligação entre a atividade solar recente e o clima foi quantificada e não é um fator principal do aquecimento ocorrido desde o início do século XX. Forçantes induzidas por humanos são necessárias para reproduzir o aquecimento do final do século XX. Alguns estudos associam aumentos de irradiação impulsionados pelo ciclo solar a parte do aquecimento do século XX.
Três mecanismos são propostos pelos quais a atividade solar afeta o clima:
- Mudanças na irradiação solar afetam diretamente o clima ("forçamento radiativo"). Geralmente, considera-se que esse é um efeito menor, pois as amplitudes medidas das variações são pequenas demais para terem um impacto significativo, salvo algum processo de amplificação.[20]
- Variações no componente ultravioleta. O componente UV varia mais que o total, então, se o UV, por alguma razão (ainda desconhecida), tivesse um efeito desproporcional, isso poderia explicar um sinal solar maior.
- Efeitos mediados por mudanças nos raios cósmicos galácticos (que são afetados pelo vento solar), como mudanças na cobertura de nuvens.

Modelos climáticos não conseguiram reproduzir o rápido aquecimento observado nas últimas décadas quando consideram apenas variações na irradiação solar total e atividade vulcânica. Hegerl et al. (2007) concluíram que o forçamento por gases de efeito estufa "muito provavelmente" causou a maior parte do aquecimento global observado desde meados do século XX. Ao chegar a essa conclusão, eles permitiram a possibilidade de que os modelos climáticos subestimassem o efeito do forçamento solar.
Outra linha de evidência vem da observação de como as temperaturas em diferentes níveis da atmosfera terrestre mudaram. Modelos e observações mostram que os gases de efeito estufa resultam no aquecimento da troposfera, mas no resfriamento da estratosfera. A depleção da camada de ozônio por refrigerantes químicos estimulou um efeito de resfriamento estratosférico. Se o Sol fosse responsável pelo aquecimento observado, seria esperado o aquecimento da troposfera na superfície e o aquecimento no topo da estratosfera, já que a maior atividade solar reabasteceria o ozônio e óxidos de nitrogênio.

### Linhas de evidência
A avaliação da relação entre atividade solar e clima envolve múltiplas linhas de evidência independentes.

#### Manchas solares

CO_{2}, temperatura e atividade de manchas solares desde 1850

Pesquisas iniciais tentaram encontrar uma correlação entre o clima e a atividade de manchas solares, geralmente sem sucesso notável. Pesquisas posteriores concentraram-se mais em correlacionar a atividade solar com a temperatura global.

#### Irradiação

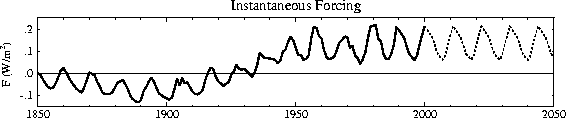
Forçamento solar de 1850–2050 usado em um modelo climático da NASA GISS. Padrão de variação recente usado após 2000.

A medição precisa do forçamento solar é crucial para entender o possível impacto solar no clima terrestre. Medições precisas só se tornaram disponíveis durante a era dos satélites, a partir do final dos anos 1970, e mesmo assim estão sujeitas a algumas disputas residuais: diferentes equipes encontram valores diferentes, devido a diferentes métodos de calibração cruzada de medições realizadas por instrumentos com diferentes sensibilidades espectrais. Scafetta e Willson argumentam por variações significativas da luminosidade solar entre 1980 e 2000, mas Lockwood e Frohlich constatam que o forçamento solar diminuiu após 1987.
O terceiro relatório de avaliação [en] do IPCC de 2001 concluiu que o impacto medido da variação solar recente é muito menor que o efeito de amplificação devido aos gases de efeito estufa, mas reconheceu que o entendimento científico é limitado em relação à variação solar.
As estimativas de mudanças na irradiação solar de longo prazo diminuíram desde o TAR. No entanto, resultados empíricos de mudanças troposféricas detectáveis fortaleceram as evidências para o forçamento solar das mudanças climáticas. O mecanismo mais provável é considerado uma combinação de forçamento direto por mudanças na Irradiação Solar Total (TSI) e efeitos indiretos da radiação ultravioleta (UV) na estratosfera. Os menos certos são os efeitos indiretos induzidos por raios cósmicos galácticos.
Em 2002, Lean et al. afirmaram que, embora "haja ... evidências empíricas crescentes para o papel do Sol nas mudanças climáticas em múltiplas escalas temporais, incluindo o ciclo de 11 anos", "mudanças em proxies terrestres de atividade solar (como os isótopos cosmogênicos 14C e 10Be e o índice geomagnético aa) podem ocorrer na ausência de mudanças de longo prazo (ou seja, seculares) na irradiação solar ... porque a resposta estocástica aumenta com a amplitude do ciclo, não porque há uma mudança secular real na irradiação." Eles concluem que, por causa disso, "as mudanças climáticas de longo prazo podem parecer acompanhar a amplitude dos ciclos de atividade solar", mas que "o forçamento radiativo solar do clima é reduzido por um fator de 5 quando o componente de fundo é omitido das reconstruções históricas da irradiação solar total ... Isso sugere que as simulações de modelos de circulação geral (GCM) do aquecimento do século XX podem superestimar o papel da variabilidade da irradiação solar." Uma revisão de 2006 sugeriu que o brilho solar teve relativamente pouco efeito no clima global, com pouca probabilidade de mudanças significativas na produção solar por longos períodos. Lockwood e Fröhlich, em 2007, encontraram "evidências consideráveis para a influência solar no clima pré-industrial da Terra e o Sol pode muito bem ter sido um fator nas mudanças climáticas pós-industriais na primeira metade do último século", mas que "nos últimos 20 anos, todas as tendências no Sol que poderiam ter influenciado o clima da Terra estiveram na direção oposta à necessária para explicar o aumento observado nas temperaturas médias globais." Em um estudo que considerou a atividade geomagnética como uma medida da interação solar-terrestre conhecida, Love et al. encontraram uma correlação estatisticamente significativa entre manchas solares e atividade geomagnética, mas não entre a temperatura global da superfície e o número de manchas solares ou a atividade geomagnética.
Benestad e Schmidt concluíram que "a contribuição mais provável do forçamento solar para o aquecimento global é de 7 ± 1% para o século XX e é insignificante para o aquecimento desde 1980." Este artigo discordou de Scafetta e West, que afirmaram que a variabilidade solar tem um efeito significativo no forçamento climático. Com base em correlações entre reconstruções específicas de clima e forçamento solar, eles argumentaram que um "cenário climático realista é aquele descrito por uma grande variabilidade secular pré-industrial (por exemplo, a reconstrução de temperatura paleoclimática por Moberg et al.) com TSI experimentando baixa variabilidade secular (como a mostrada por Wang et al.). Nesse cenário, eles afirmaram que o Sol poderia ter contribuído com 50% do aquecimento global observado desde 1900. Stott et al. estimaram que os efeitos residuais da alta atividade solar prolongada durante os últimos 30 anos representam entre 16% e 36% do aquecimento de 1950 a 1999.

#### Medição direta e séries temporais

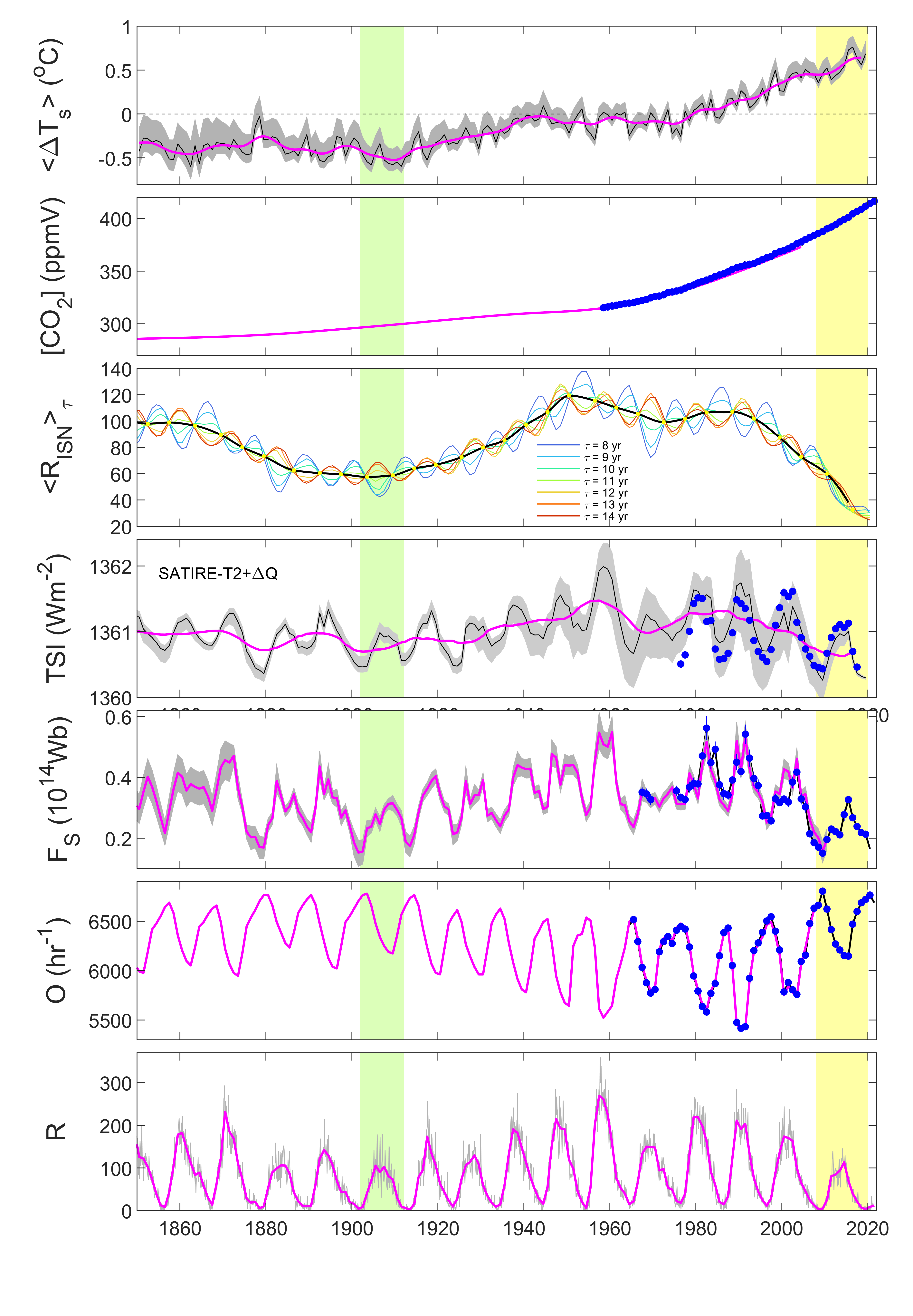
Atualização do artigo de 2007 sobre mudanças solares e clima por Lockwood e Fröhlich, estendendo os dados até o presente. Painéis de cima para baixo mostram: anomalia da temperatura média da superfície do ar do conjunto de dados en; a proporção de mistura de dióxido de carbono na atmosfera terrestre a partir de observações (pontos azuis) e núcleos de gelo (linha malva); o número de manchas solares internacional, suavizado usando intervalos de média entre 8 e 14 anos (a linha preta conecta os pontos amarelos onde a média é independente de e, assim, mostra a tendência da atividade solar sem assumir o comprimento do ciclo solar); a irradiação solar total, os pontos azuis são o composto PMOD de observações e as linhas preta e malva são médias anuais e de 11 anos do modelo SATIRE-T2 do efeito de manchas solares e fáculas com a adição de uma variação de Sol quieto derivada de fluxos de raios cósmicos e isótopos cosmogênicos; o fluxo solar aberto de observações geomagnéticas (linha malva) e dados de espaçonaves (pontos azuis); contagens de raios cósmicos do monitor de nêutrons de Oulu,, (pontos azuis) observados e (linha malva) extrapolados usando dados de isótopos cosmogênicos; e números de manchas solares internacionais (cinza) mensais e (malva) anuais,. As faixas sombreadas em verde e amarelo mostram os ciclos de manchas solares 14 e 24

Nem as medições diretas nem os proxies de variação solar se correlacionam bem com a temperatura global da Terra, particularmente nas últimas décadas, quando ambas as quantidades são mais bem conhecidas.
As tendências opostas destacadas por Lockwood e Fröhlich em 2007, com as temperaturas médias globais continuando a subir enquanto a atividade solar caiu, continuaram e se tornaram ainda mais pronunciadas desde então. Em 2007, a diferença nas tendências era aparente após cerca de 1987, e essa diferença cresceu e se acelerou nos anos subsequentes. A figura atualizada (direita) mostra as variações e contrasta os ciclos solares 14 e 24, um século separados, que são bastante semelhantes em todas as medidas de atividade solar (na verdade, o ciclo 24 é ligeiramente menos ativo que o ciclo 14 em média), mas a temperatura média global da superfície do ar é mais de 1 grau Celsius mais alta para o ciclo 24 do que para o ciclo 14, mostrando que o aumento não está associado à atividade solar. O painel de irradiação solar total (TSI) mostra o composto PMOD de observações  com uma variação modelada do modelo SATIRE-T2 do efeito de manchas solares e fáculas  com a adição de uma variação de Sol quieto (devido a características fotográficas sub-resolução e quaisquer mudanças no raio solar) derivada de correlações com fluxos de raios cósmicos e isótopos cosmogênicos. A constatação de que a atividade solar foi aproximadamente a mesma nos ciclos 14 e 24 aplica-se a todas as saídas solares que, no passado, foram propostas como uma causa potencial de mudanças climáticas terrestres e inclui irradiação solar total, fluxos de raios cósmicos, irradiação espectral UV, velocidade e/ou densidade do vento solar, campo magnético heliósférico e sua distribuição de orientações e o consequente nível de atividade geomagnética.

#### Dia/noite
A faixa de temperatura diurna média global diminuiu. As temperaturas diurnas não subiram tão rápido quanto as noturnas. Isso é o oposto do aquecimento esperado se a energia solar (incidindo principalmente ou totalmente durante o dia, dependendo do regime de energia) fosse o principal meio de forçamento. É, no entanto, o padrão esperado se os gases de efeito estufa estivessem impedindo a escape radiativo, que é mais prevalente à noite.

#### Hemisfério e latitude
O Hemisfério Norte está aquecendo mais rápido que o Hemisfério Sul. Isso é o oposto do padrão esperado se o Sol, atualmente mais próximo da Terra durante o verão austral, fosse o principal forçante climático. Em particular, o Hemisfério Sul, com mais área oceânica e menos área terrestre, tem um albedo ("brancura") mais baixo e absorve mais luz.
Além disso, a região ártica está aquecendo mais rápido que a Antártica e mais rápido que as latitudes médias e subtropicais do norte, apesar das regiões polares receberem menos sol do que as latitudes mais baixas.

#### Altitude
O forçamento solar deveria aquecer a atmosfera da Terra de maneira aproximadamente uniforme por altitude, com alguma variação por regime de comprimento de onda/energia. No entanto, a atmosfera está aquecendo em altitudes mais baixas enquanto esfria em altitudes mais altas. Este é o padrão esperado se os gases de efeito estufa impulsionarem a temperatura, como em Vênus.

#### Teoria da variação solar
Um estudo de 1994 do Conselho Nacional de Pesquisa dos EUA concluiu que as variações da TSI foram a causa mais provável de mudanças climáticas significativas na era pré-industrial, antes que quantidades significativas de dióxido de carbono gerado por humanos entrassem na atmosfera.
Scafetta [en] e West correlacionaram dados proxy solares e a temperatura troposférica inferior para a era pré-industrial, antes do forçamento significativo de gases de efeito estufa antropogênicos, sugerindo que as variações da TSI podem ter contribuído com 50% do aquecimento observado entre 1900 e 2000 (embora eles concluam que "nossas estimativas sobre o efeito solar no clima podem estar superestimadas e devem ser consideradas como um limite superior.") Se interpretado como uma detecção em vez de um limite superior, isso contrastaria com modelos climáticos globais que preveem que o forçamento solar do clima por meio de forçamento radiativo direto faz uma contribuição insignificante.

Reconstruções de manchas solares e temperatura a partir de dados proxy

Em 2000, Stott [en] e outros relataram as simulações de modelo mais abrangentes do clima do século XX até aquela data. Seu estudo examinou tanto "agentes de forçamento natural" (variações solares e emissões vulcânicas) quanto "forçamento antropogênico" (gases de efeito estufa e aerossóis de sulfato). Eles descobriram que "os efeitos solares podem ter contribuído significativamente para o aquecimento na primeira metade do século, embora esse resultado dependa da reconstrução da irradiação solar total usada. Na segunda metade do século, descobrimos que os aumentos antropogênicos de gases de efeito estufa são amplamente responsáveis pelo aquecimento observado, equilibrados por algum resfriamento devido a aerossóis de sulfato antropogênicos, sem evidências de efeitos solares significativos." O grupo de Stott descobriu que combinar esses fatores permitiu simular de perto as mudanças de temperatura globais ao longo do século XX. Eles previram que as emissões contínuas de gases de efeito estufa causariam aumentos adicionais de temperatura no futuro "a uma taxa semelhante à observada nas últimas décadas". Além disso, o estudo observa "incertezas no forçamento histórico" — em outras palavras, o forçamento natural passado pode ainda estar tendo um efeito de aquecimento atrasado, provavelmente devido aos oceanos.
O trabalho de Stott em 2003 revisou amplamente sua avaliação e encontrou uma contribuição solar significativa para o aquecimento recente, embora ainda menor (entre 16 e 36%) do que a dos gases de efeito estufa.
Um estudo de 2004 concluiu que a atividade solar afeta o clima - com base na atividade de manchas solares, mas desempenha apenas um papel menor no aquecimento global atual.

#### Correlações com o comprimento do ciclo solar
Em 1991, Friis-Christensen e Lassen alegaram uma forte correlação do comprimento do ciclo solar com mudanças de temperatura no hemisfério norte. Eles usaram inicialmente medições de manchas solares e temperatura de 1861 a 1989 e, posteriormente, estenderam o período usando quatro séculos de registros climáticos. A relação relatada parecia explicar quase 80 por cento das mudanças de temperatura medidas nesse período. O mecanismo por trás dessas correlações alegadas era uma questão de especulação.
Em um artigo de 2003 Laut identificou problemas com algumas dessas análises de correlação. Damon e Laut afirmaram:
as aparentes fortes correlações exibidas nesses gráficos foram obtidas por manipulação incorreta dos dados físicos. Os gráficos ainda são amplamente referenciados na literatura, e seu caráter enganador ainda não foi geralmente reconhecido.
Damon e Laut afirmaram que, quando os gráficos são corrigidos para erros de filtragem, o acordo sensacional com o aquecimento global recente, que atraiu atenção mundial, desapareceu completamente.
Em 2000, Lassen e Thejll [en] atualizaram sua pesquisa de 1991 e concluíram que, embora o ciclo solar tenha respondido por cerca de metade do aumento de temperatura desde 1900, ele não conseguiu explicar um aumento de 0,4 °C desde 1980. A revisão de Benestad em 2005 constatou que o ciclo solar não acompanhou a temperatura média global da superfície da Terra.
Em 2022, Chatzistergos atualizou as séries de comprimento de ciclo com dados recentes de manchas solares e praias solares, estendendo-as a períodos mais recentes em comparação com estudos anteriores e considerando as diversas séries temporais disponíveis. Essa atualização é relevante devido às numerosas correções e melhorias aplicadas aos dados de manchas solares na última década. Ele demonstrou que os comprimentos dos ciclos solares divergem significativamente das temperaturas terrestres e concluiu que a forte correlação relatada por Friis-Christensen e Lassen foi um artefato de sua análise, devido, em grande parte, à estimativa arbitrária dos tempos dos próximos extremos, à restrição da análise a um período específico e a outras escolhas metodológicas arbitrárias.

### Clima
A atividade solar pode influenciar os climas regionais, como os rios Paraná e Pó. Medições do experimento da NASA sobre radiação solar e clima mostram que a emissão de raios ultravioleta (UV) solares é mais variável do que a irradiação solar total. Modelos climáticos sugerem que baixa atividade solar pode resultar, por exemplo, em invernos mais frios nos Estados Unidos e no norte da Europa, e invernos mais amenos no Canadá e no sul da Europa, com pouca alteração nas médias globais. De forma mais ampla, foram sugeridas conexões entre ciclos solares, clima global e eventos regionais, como o El Niño. Hancock e Yarger encontraram "relações estatisticamente significativas entre o ciclo duplo de manchas solares [~21 anos] e o fenômeno do 'degelo de janeiro' na Costa Leste dos EUA, além de entre o ciclo duplo de manchas solares e 'secas' (temperatura e precipitação de junho) no Meio-Oeste."

### Condensação de nuvens
Pesquisas recentes no experimento CLOUD, do CERN, investigaram a relação entre raios cósmicos e núcleos de condensação de nuvens, demonstrando o efeito de radiação particulada de alta energia na nucleação de partículas de aerossol que são precursoras dos núcleos de condensação de nuvens. Kirkby, líder da equipe do CLOUD, afirmou: "No momento, o experimento não diz nada sobre um possível efeito dos raios cósmicos em nuvens e no clima." Após investigações adicionais, a equipe concluiu que "variações na intensidade dos raios cósmicos não afetam significativamente o clima por meio da nucleação."
Dados de formação de nuvens baixas globais entre 1983 e 1994, do Projeto Internacional de Climatologia de Nuvens por Satélite [en] (ISCCP), apresentaram alta correlação com o fluxo de raios cósmicos galácticos (GCR); após esse período, a correlação desapareceu. Alterações de 3 a 4% na nebulosidade e mudanças concomitantes nas temperaturas no topo das nuvens foram correlacionadas com os ciclos solares de 11 e 22 anos, com níveis aumentados de GCR durante ciclos "antiparalelos". A variação média global na cobertura de nuvens foi medida entre 1,5 e 2%. Vários estudos sobre GCR e cobertura de nuvens encontraram correlação positiva em latitudes acima de 50° e correlação negativa em latitudes mais baixas. Contudo, nem todos os cientistas consideram essa correlação estatisticamente significativa, e alguns que a aceitam atribuem-na a outras variáveis solares (como variações na radiação UV ou na irradiação total) em vez de mudanças diretas nos GCR. Dificuldades na interpretação dessas correlações incluem o fato de que muitos aspectos da variabilidade solar mudam simultaneamente, e alguns sistemas climáticos apresentam respostas atrasadas.

## Perspectiva histórica
O físico e historiador Spencer R. Weart [en], em A Descoberta do Aquecimento Global (2003), escreveu:
| “ | O estudo dos ciclos de manchas solares foi geralmente popular durante a primeira metade do século. Governos haviam coletado muitos dados meteorológicos para analisar, e inevitavelmente as pessoas encontraram correlações entre os ciclos de manchas solares e certos padrões climáticos. Se a precipitação na Inglaterra não se ajustava ao ciclo, talvez a frequência de tempestades na Nova Inglaterra o fizesse. Cientistas respeitados e amadores entusiastas insistiam que haviam encontrado padrões confiáveis o suficiente para fazer previsões. Mais cedo ou mais tarde, porém, todas as previsões falhavam. Um exemplo foi uma previsão altamente confiável de um período seco na África durante o mínimo de manchas solares no início dos anos 1930. Quando o período revelou-se úmido, um meteorologista lembrou mais tarde que "o tema das manchas solares e suas relações com o clima caiu em descrédito, especialmente entre os meteorologistas britânicos que testemunharam o desconforto de alguns de seus superiores mais respeitados." Mesmo nos anos 1960, ele disse, "para um jovem pesquisador do clima considerar qualquer afirmação sobre relações entre o Sol e o clima era se rotular como excêntrico." | ” |